# Eleições autárquicas portuguesas de 2005 no distrito de Braga
| Eleições autárquicas portuguesas de 2005 Distritos: Aveiro \| Beja \| Braga \| Bragança \| Castelo Branco \| Coimbra \| Évora \| Faro \| Guarda \| Leiria \| Lisboa \| Portalegre \| Porto \| Santarém \| Setúbal \| Viana do Castelo \| Vila Real \| Viseu \| Açores \| Madeira |

## Resultados por Concelho
Os resultados nos Concelhos do Distrito de Braga foram os seguintes:

### Amares
| Partido                 | Partido                        | Votos  | %               | +/-  | Vereadores | +/-     |
| ----------------------- | ------------------------------ | ------ | --------------- | ---- | ---------- | ------- |
|                         | Partido Socialista             | 7 093  | 59,10 / 100,00  | 7,24 | 5 / 7      | 1       |
|                         | Partido Social Democrata       | 3 563  | 29,69 / 100,00  | 9,14 | 2 / 7      | 1       |
|                         | Partido Popular                | 682    | 5,68 / 100,00   | 0,01 | 0 / 7      | Estável |
|                         | Coligação Democrática Unitária | 279    | 2,32 / 100,00   | 0,83 | 0 / 7      | Estável |
| Votos Inválidos         | Votos Inválidos                | 384    | 3,20 / 100,00   | 1,07 |            |         |
| Total                   | Total                          | 12 001 | 100,00 / 100,00 |      | 7 / 7      |         |
| Eleitorado/Participação | Eleitorado/Participação        | 17 153 | 69,96 / 100,00  | 2,14 |            |         |

### Barcelos
| Partido                 | Partido                        | Votos  | %               | +/-  | Vereadores | +/-     |
| ----------------------- | ------------------------------ | ------ | --------------- | ---- | ---------- | ------- |
|                         | Partido Social Democrata       | 35 379 | 47,18 / 100,00  | 3,93 | 5 / 9      | Estável |
|                         | Partido Socialista             | 31 318 | 41,77 / 100,00  | 2,45 | 4 / 9      | Estável |
|                         | Partido Popular                | 2 163  | 2,88 / 100,00   | 0,30 | 0 / 9      | Estável |
|                         | Bloco de Esquerda              | 1 408  | 1,88 / 100,00   | 0,93 | 0 / 9      | Estável |
|                         | Partido da Nova Democracia     | 1 323  | 1,76 / 100,00   | Novo | 0 / 9      | Novo    |
|                         | Coligação Democrática Unitária | 1 063  | 1,42 / 100,00   | 1,09 | 0 / 9      | Estável |
|                         | Partido Popular Monárquico     | 259    | 0,35 / 100,00   | -    | 0 / 9      | -       |
| Votos Inválidos         | Votos Inválidos                | 2 069  | 2,76 / 100,00   | 0,60 |            |         |
| Total                   | Total                          | 74 982 | 100,00 / 100,00 |      | 9 / 9      |         |
| Eleitorado/Participação | Eleitorado/Participação        | 97 837 | 76,64 / 100,00  | 1,44 |            |         |

### Braga
| Partido                 | Partido                        | Votos   | %               | +/-  | Vereadores | +/-     |
| ----------------------- | ------------------------------ | ------- | --------------- | ---- | ---------- | ------- |
|                         | Partido Socialista             | 40 104  | 44,50 / 100,00  | 3,22 | 6 / 11     | Estável |
|                         | PSD-CDS                        | 35 023  | 38,86 / 100,00  | 3,61 | 5 / 11     | 1       |
|                         | Coligação Democrática Unitária | 6 363   | 7,06 / 100,00   | 1,74 | 0 / 11     | 1       |
|                         | Bloco de Esquerda              | 3 940   | 4,37 / 100,00   | 1,34 | 0 / 11     | Estável |
|                         | PCTP/MRPP                      | 910     | 1,01 / 100,00   | 0,25 | 0 / 11     | Estável |
|                         | Partido Humanista              | 447     | 0,50 / 100,00   | -    | 0 / 11     | -       |
| Votos Inválidos         | Votos Inválidos                | 3 328   | 3,70 / 100,00   | 0,24 |            |         |
| Total                   | Total                          | 90 115  | 100,00 / 100,00 |      | 11 / 11    |         |
| Eleitorado/Participação | Eleitorado/Participação        | 132 716 | 67,90 / 100,00  | 3,31 |            |         |

### Cabeceiras de Basto
| Partido                 | Partido                        | Votos  | %               | +/-  | Vereadores | +/-     |
| ----------------------- | ------------------------------ | ------ | --------------- | ---- | ---------- | ------- |
|                         | Partido Socialista             | 7 068  | 61,14 / 100,00  | 5,70 | 5 / 7      | Estável |
|                         | PSD-CDS                        | 3 969  | 34,33 / 100,00  | -    | 2 / 7      | -       |
|                         | Coligação Democrática Unitária | 253    | 2,19 / 100,00   | 0,20 | 0 / 7      | Estável |
| Votos Inválidos         | Votos Inválidos                | 271    | 2,35 / 100,00   | 0,50 |            |         |
| Total                   | Total                          | 11 561 | 100,00 / 100,00 |      | 7 / 7      |         |
| Eleitorado/Participação | Eleitorado/Participação        | 16 098 | 71,82 / 100,00  | 3,84 |            |         |

### Celorico de Basto
| Partido                 | Partido                        | Votos  | %               | +/-   | Vereadores | +/-     |
| ----------------------- | ------------------------------ | ------ | --------------- | ----- | ---------- | ------- |
|                         | Partido Social Democrata       | 6 884  | 51,72 / 100,00  | 7,27  | 4 / 7      | 1       |
|                         | Partido Socialista             | 5 149  | 38,68 / 100,00  | 12,57 | 3 / 7      | 1       |
|                         | Partido Popular                | 643    | 4,83 / 100,00   | 5,61  | 0 / 7      | Estável |
|                         | Coligação Democrática Unitária | 278    | 2,09 / 100,00   | 0,61  | 0 / 7      | Estável |
| Votos Inválidos         | Votos Inválidos                | 357    | 2,68 / 100,00   | 0,29  |            |         |
| Total                   | Total                          | 13 311 | 100,00 / 100,00 |       | 7 / 7      |         |
| Eleitorado/Participação | Eleitorado/Participação        | 18 596 | 71,58 / 100,00  | 0,21  |            |         |

### Esposende
| Partido                 | Partido                        | Votos  | %               | +/-  | Vereadores | +/-     |
| ----------------------- | ------------------------------ | ------ | --------------- | ---- | ---------- | ------- |
|                         | Partido Social Democrata       | 10 002 | 49,61 / 100,00  | 6,91 | 4 / 7      | 1       |
|                         | Partido Socialista             | 5 600  | 27,78 / 100,00  | 0,46 | 2 / 7      | Estável |
|                         | Partido Popular                | 2 859  | 14,18 / 100,00  | 4,87 | 1 / 7      | 1       |
|                         | Coligação Democrática Unitária | 836    | 4,15 / 100,00   | 1,20 | 0 / 7      | Estável |
| Votos Inválidos         | Votos Inválidos                | 865    | 4,29 / 100,00   | 1,31 |            |         |
| Total                   | Total                          | 20 162 | 100,00 / 100,00 |      | 7 / 7      |         |
| Eleitorado/Participação | Eleitorado/Participação        | 28 545 | 70,63 / 100,00  | 3,76 |            |         |

### Fafe
| Partido                 | Partido                           | Votos  | %               | +/-  | Vereadores | +/-  |
| ----------------------- | --------------------------------- | ------ | --------------- | ---- | ---------- | ---- |
|                         | Partido Socialista                | 16 733 | 51,36 / 100,00  | 6,63 | 4 / 7      | 1    |
|                         | Partido Social Democrata          | 7 611  | 23,36 / 100,00  | -    | 2 / 7      | -    |
|                         | Coligação Democrática Unitária    | 5 400  | 16,58 / 100,00  | 9,80 | 1 / 7      | 1    |
|                         | Partido Popular                   | 787    | 2,42 / 100,00   | -    | 0 / 7      | -    |
|                         | Bloco de Esquerda                 | 663    | 2,04 / 100,00   | -    | 0 / 7      | -    |
|                         | Partido da Solidariedade Nacional | 233    | 0,72 / 100,00   | Novo | 0 / 7      | Novo |
| Votos Inválidos         | Votos Inválidos                   | 1 152  | 3,54 / 100,00   | 0,47 |            |      |
| Total                   | Total                             | 32 579 | 100,00 / 100,00 |      | 7 / 7      |      |
| Eleitorado/Participação | Eleitorado/Participação           | 45 891 | 70,99 / 100,00  | 1,38 |            |      |

### Guimarães
| Partido                 | Partido                        | Votos   | %               | +/-  | Vereadores | +/-     |
| ----------------------- | ------------------------------ | ------- | --------------- | ---- | ---------- | ------- |
|                         | Partido Socialista             | 43 671  | 49,39 / 100,00  | 0,60 | 6 / 11     | Estável |
|                         | Partido Social Democrata       | 26 587  | 30,07 / 100,00  | 0,79 | 4 / 11     | Estável |
|                         | Coligação Democrática Unitária | 10 098  | 11,42 / 100,00  | 0,82 | 1 / 11     | Estável |
|                         | Partido Popular                | 2 432   | 2,75 / 100,00   | 1,67 | 0 / 11     | Estável |
|                         | Bloco de Esquerda              | 1 957   | 2,21 / 100,00   | -    | 0 / 11     | -       |
|                         | PCTP/MRPP                      | 1 114   | 1,26 / 100,00   | 0,08 | 0 / 11     | Estável |
| Votos Inválidos         | Votos Inválidos                | 2 553   | 2,89 / 100,00   | 0,17 |            |         |
| Total                   | Total                          | 88 412  | 100,00 / 100,00 |      | 11 / 11    |         |
| Eleitorado/Participação | Eleitorado/Participação        | 130 147 | 67,93 / 100,00  | 1,63 |            |         |

### Póvoa de Lanhoso
| Partido                 | Partido                        | Votos  | %               | +/-   | Vereadores | +/-     |
| ----------------------- | ------------------------------ | ------ | --------------- | ----- | ---------- | ------- |
|                         | Partido Social Democrata       | 7 966  | 52,42 / 100,00  | 23,36 | 4 / 7      | 2       |
|                         | Partido Socialista             | 6 412  | 42,20 / 100,00  | 20,86 | 3 / 7      | 2       |
|                         | Coligação Democrática Unitária | 366    | 2,41 / 100,00   | 1,33  | 0 / 7      | Estável |
|                         | Partido Popular                | 188    | 1,24 / 100,00   | 1,06  | 0 / 7      | Estável |
| Votos Inválidos         | Votos Inválidos                | 264    | 1,74 / 100,00   | 0,09  |            |         |
| Total                   | Total                          | 15 196 | 100,00 / 100,00 |       | 7 / 7      |         |
| Eleitorado/Participação | Eleitorado/Participação        | 20 936 | 72,58 / 100,00  | 0,51  |            |         |

### Terras de Bouro
| Partido                 | Partido                        | Votos | %               | +/-  | Vereadores | +/-     |
| ----------------------- | ------------------------------ | ----- | --------------- | ---- | ---------- | ------- |
|                         | Partido Social Democrata       | 3 033 | 51,70 / 100,00  | 8,82 | 3 / 5      | 1       |
|                         | Partido Socialista             | 2 302 | 39,24 / 100,00  | 6,40 | 2 / 5      | Estável |
|                         | Partido Popular                | 232   | 3,95 / 100,00   | 1,09 | 0 / 5      | Estável |
|                         | Coligação Democrática Unitária | 136   | 2,32 / 100,00   | 1,23 | 0 / 5      | Estável |
| Votos Inválidos         | Votos Inválidos                | 163   | 2,77 / 100,00   | 0,42 |            |         |
| Total                   | Total                          | 5 866 | 100,00 / 100,00 |      | 5 / 5      |         |
| Eleitorado/Participação | Eleitorado/Participação        | 8 241 | 71,18 / 100,00  | 1,33 |            |         |

### Vieira do Minho
| Partido                 | Partido                        | Votos  | %               | +/-  | Vereadores | +/-     |
| ----------------------- | ------------------------------ | ------ | --------------- | ---- | ---------- | ------- |
|                         | PSD-CDS                        | 5 113  | 48,10 / 100,00  | -    | 4 / 7      | -       |
|                         | Partido Socialista             | 4 895  | 46,04 / 100,00  | 1,78 | 3 / 7      | 1       |
|                         | Coligação Democrática Unitária | 246    | 2,31 / 100,00   | 1,26 | 0 / 7      | Estável |
|                         | Bloco de Esquerda              | 109    | 1,03 / 100,00   | 0,31 | 0 / 7      | Estável |
| Votos Inválidos         | Votos Inválidos                | 268    | 2,52 / 100,00   | 0,26 |            |         |
| Total                   | Total                          | 10 631 | 100,00 / 100,00 |      | 7 / 7      |         |
| Eleitorado/Participação | Eleitorado/Participação        | 14 592 | 72,85 / 100,00  | 0,71 |            |         |

### Vila Nova de Famalicão
| Partido                 | Partido                        | Votos   | %               | +/-   | Vereadores | +/-     |
| ----------------------- | ------------------------------ | ------- | --------------- | ----- | ---------- | ------- |
|                         | PSD-CDS                        | 42 157  | 54,95 / 100,00  | 8,13  | 7 / 11     | 1       |
|                         | Partido Socialista             | 27 449  | 35,78 / 100,00  | 17,41 | 4 / 11     | 2       |
|                         | Coligação Democrática Unitária | 3 012   | 3,93 / 100,00   | 0,46  | 0 / 11     | Estável |
|                         | Bloco de Esquerda              | 1 872   | 2,44 / 100,00   | 1,81  | 0 / 11     | Estável |
| Votos Inválidos         | Votos Inválidos                | 2 224   | 2,90 / 100,00   | 0,63  |            |         |
| Total                   | Total                          | 76 714  | 100,00 / 100,00 |       | 11 / 11    |         |
| Eleitorado/Participação | Eleitorado/Participação        | 106 106 | 72,30 / 100,00  | 1,69  |            |         |

### Vila Verde
| Partido                 | Partido                        | Votos  | %               | +/-  | Vereadores | +/-     |
| ----------------------- | ------------------------------ | ------ | --------------- | ---- | ---------- | ------- |
|                         | Partido Social Democrata       | 18 577 | 63,92 / 100,00  | 6,62 | 6 / 7      | 1       |
|                         | Partido Socialista             | 6 190  | 21,30 / 100,00  | -    | 1 / 7      | -       |
|                         | Partido Popular                | 2 347  | 8,08 / 100,00   | -    | 0 / 7      | -       |
|                         | Coligação Democrática Unitária | 820    | 2,82 / 100,00   | 0,17 | 0 / 7      | Estável |
| Votos Inválidos         | Votos Inválidos                | 1 130  | 3,89 / 100,00   | 0,98 |            |         |
| Total                   | Total                          | 29 064 | 100,00 / 100,00 |      | 7 / 7      |         |
| Eleitorado/Participação | Eleitorado/Participação        | 41 162 | 70,61 / 100,00  | 3,47 |            |         |

### Vizela
| Partido                 | Partido                        | Votos  | %               | +/-   | Vereadores | +/-     |
| ----------------------- | ------------------------------ | ------ | --------------- | ----- | ---------- | ------- |
|                         | Partido Socialista             | 8 102  | 65,78 / 100,00  | 15,02 | 5 / 7      | Estável |
|                         | PSD-CDS                        | 2 785  | 22,61 / 100,00  | -     | 2 / 7      | -       |
|                         | Coligação Democrática Unitária | 539    | 4,38 / 100,00   | 1,41  | 0 / 7      | Estável |
|                         | Bloco de Esquerda              | 491    | 3,99 / 100,00   | 3,50  | 0 / 7      | Estável |
| Votos Inválidos         | Votos Inválidos                | 400    | 3,25 / 100,00   | 0,98  |            |         |
| Total                   | Total                          | 12 317 | 100,00 / 100,00 |       | 7 / 7      |         |
| Eleitorado/Participação | Eleitorado/Participação        | 17 959 | 68,58 / 100,00  | 4,09  |            |         |